# Natação nos Jogos Pan-Americanos de 1999 - 200 m borboleta feminino
O evento dos 200 m borboleta feminino nos Jogos Pan-Americanos de 1999 foi realizado em Winnipeg, Canadá, em 7 de agosto de 1999. A última campeã dos Jogos Pan-Americanos foi Trina Jackson, dos Estados Unidos.
Essa corrida consistiu em quatro voltas em nado borboleta em piscina olímpica.

## Resultados
Todos os tempos estão em minutos e segundos.
| CHAVE: | q | Mais rápidos não-classificados | Q | Classificados | GR | Recorde dos jogos | NR | Recorde nacional | PB | Melhor marca pessoal | SB | Melhor marca na temporada |

### Eliminatórias
A primeira fase foi realizada em 7 de agosto.
| Posição | Nome           | Nação              | Tempo   | Notas |
| ------- | -------------- | ------------------ | ------- | ----- |
| 1       | Jessica Deglau | CAN Canadá         | 2:10.30 | Q     |
| 2       | -              | -                  | -       | Q     |
| 3       | Kalyn Keller   | USA Estados Unidos | 2:16.01 | Q     |
| 4       | -              | -                  | -       | Q     |
| 5       | -              | -                  | -       | Q     |
| 6       | Ashley Ellis   | USA Estados Unidos | 2:20.27 | Q     |
| 7       | -              | -                  | -       | Q     |
| 8       | -              | -                  | -       | Q     |

### Final B
A final B foi realizada em 7 de agosto.
| Posição | Nome            | Nação          | Tempo   | Notas |
| ------- | --------------- | -------------- | ------- | ----- |
| 9       | Ana Aguilera    | ARG Argentina  | 2:18.42 |       |
| 10      | Melissa Mata    | CRC Costa Rica | 2:19.87 |       |
| 11      | María Pereyra   | ARG Argentina  | 2:20.12 |       |
| 12      | Jeanett Yanez   | PER Peru       | 2:26.10 |       |
| 13      | L.Rivas         | PAR Paraguai   | 2:26.61 |       |
| 14      | Claudia Campino | URU Uruguai    | 2:29.76 |       |

### Final A
A final A foi realizada em 7 de agosto.
| Posição           | Nome             | Nação              | Tempo   | Notas |
| ----------------- | ---------------- | ------------------ | ------- | ----- |
| Medalha de ouro   | Jessica Deglau   | CAN Canadá         | 2:09.64 | GR    |
| Medalha de prata  | Jennifer Button  | CAN Canadá         | 2:12.09 |       |
| Medalha de bronze | Kalyn Keller     | USA Estados Unidos | 2:14.60 |       |
| 4                 | Ashley Ellis     | USA Estados Unidos | 2:18.17 |       |
| 5                 | Patrícia Comini  | BRA Brasil         | 2:18.23 |       |
| 6                 | Monique Ferreira | BRA Brasil         | 2:18.28 |       |
| 7                 | Paola López      | MEX México         | 2:18.61 |       |
| 8                 | Mariela Yepez    | ECU Equador        | 2:21.05 |       |